# Chiesa di San Bartolomeo Apostolo (Ferrara)
La chiesa di San Bartolomeo Apostolo è la parrocchiale a San Bartolomeo in Bosco, frazione di Ferrara. Risale al XVIII secolo.

## Storia

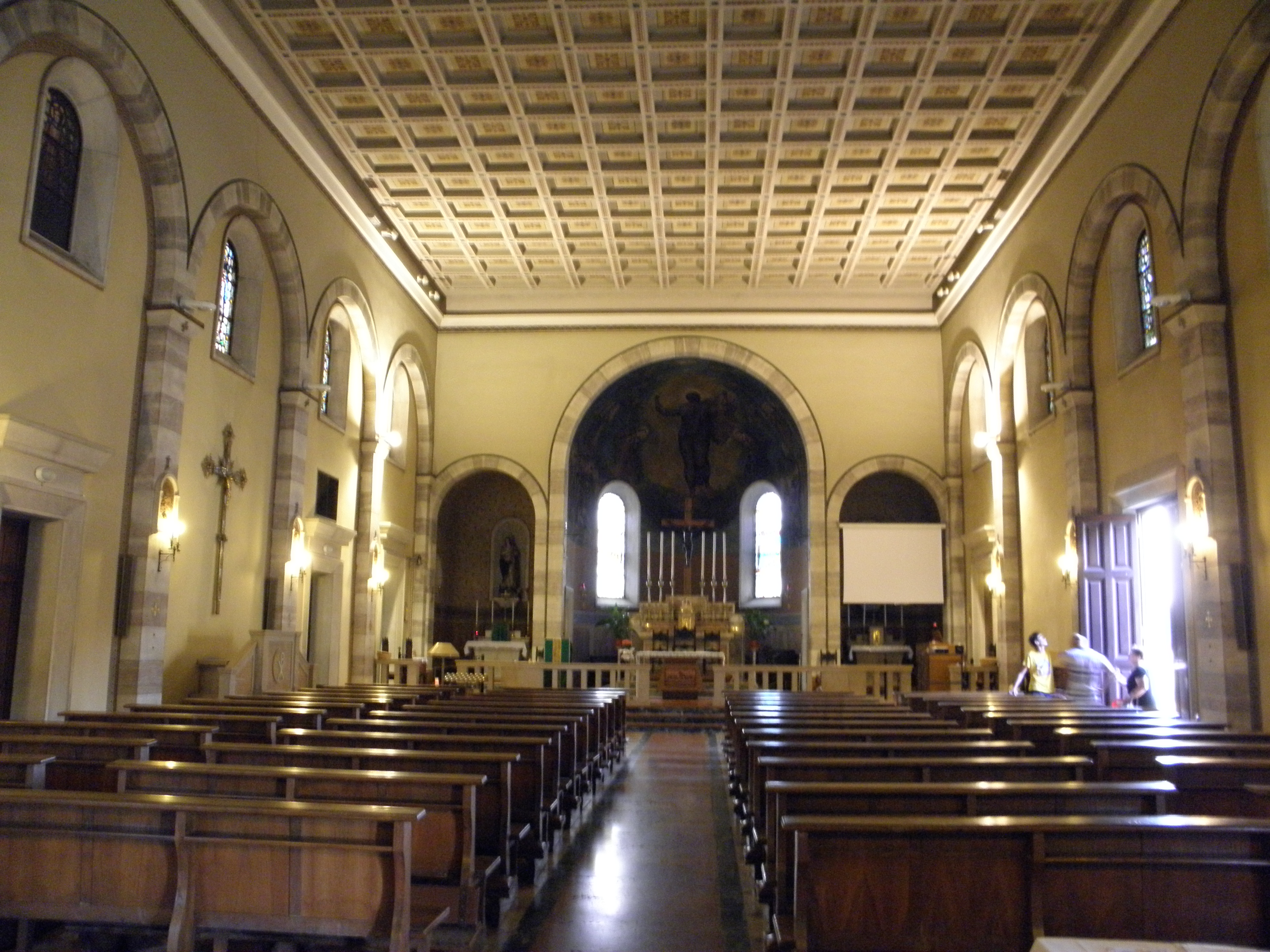
Interno

La piccola località di San Bartolomeo in Bosco a Ferrara sul piano storico è relativamente recente, essendo nata  dopo una delle ultime bonifiche ferraresi, quella realizzata nel XVII secolo nella valle di Marrara.
La fondazione della chiesa risale ad epoca di poco successiva, al XVIII secolo e precisamente al momento nel quale a San Bartolomeo in Bosco, nel 1735 e per iniziativa del conte Bartolomeo Masi Pasini, fu costruito un piccolo oratorio dedicato a San Bartolomeo Apostolo.
La chiesa ottenne dignità parrocchiale nel 1783 per decreto di Alessandro Mattei, allora arcivescovo di Ferrara.
Nella seconda metà del XX secolo la chiesa, insufficiente per le esigenze dei fedeli, venne riedificata con un progetto che rispettava e si integrava con le altre costruzioni del centro abitato. Per l'inizio dei lavori, malgrado si fosse già arrivati alla decisione, fu necessario attendere la fine del secondo conflitto mondiale.
La guerra, con le incursioni alleate e i relativi bombardamenti, causò la distruzione sia della chiesa sia del campanile e fu necessaria quindi ricostruirla seguendo un nuovo e modificato progetto.
Ultimata nel 1959 fu consacrata con cerimonia solenne da Natale Mosconi, arcivescovo di Ferrara.
All'inizio del XXI secolo fu oggetto di un piccolo intervento restaurativo e, dopo il terremoto dell'Emilia del 2012, fu necessario un altro e ben più importante lavoro che venne ultimato solo nel 2017. La chiesa era stata resa inagibile e fu necessario metterla in sicurezza consolidandone le strutture e procedendo anche alla sua ritinteggiatura.
Venne riaperta al culto nel 2017.